# Mélanie Laurentová
Mélanie Laurentová, nepřechýleně Mélanie Laurent (* 21. února 1983 Paříž, Francie), je francouzská herečka, režisérka a spisovatelka. Mezi její významné filmové role patří postava Šošany Dreyfusové ve filmu Hanebný pancharti (Inglourious Basterds) Quentina Tarantina z roku 2009.

## Život a kariéra
Narodila se v Paříži. Její matka byla baletka a její otec dabér (daboval postavu Neda Flanderse ve francouzské verzi seriálu Simpsonovi). Je Židovka aškenázského a sefardského původu. Její děda přežil nacistické deportace. Rodiče její matky byli editoři filmových plakátů. Vyrostla v 9. pařížském obvodu a od dětství se zajímala o umění. Během deseti let (1999–2009) hrála ve dvaceti filmech. Jedním z nich byl snímek Neboj, jsem v pořádku (Je vais bien, ne t'en fais pas) z roku 2006, za které získala cenu César pro nejslibnější herečku. Napsala a režírovala snímek De moins en moins, který byl v roce 2008 nominován na cenu pro nejlepší krátkometrážní film na 61. filmovém festivalu v Cannes.
V roce 2006 získala společně se svým francouzským hereckým kolegou Jeremie Renierem prestižní francouzskou cenou Romy Schneiderové a Jeana Gabina za „nejslibnějšího herce a herečku.“
V roce 2008 režírovala snímek A ses pieds, krátký erotický film, který byl vysílán na francouzském televizním programu Canal+ 25. až 26. října 2008. V roce 2010 na sebe upozornila, když hrála hlavní roli zdravotní sestry Anete po boku francouzské herecké hvězdy Jeana Rena v historickém dramatu o odsunu francouzských židů, tento film se jmenuje Zátah, i když byl distribuován také pod názvem Odsun.

## Filmografie

### Herecká filmografie
| rok  | film                               | role                       | další poznámky                                     |
| ---- | ---------------------------------- | -------------------------- | -------------------------------------------------- |
| 1999 | Un pont entre deux rives           | Lisbeth                    |                                                    |
| 2000 | Route de nuit                      | Francesca                  | TV                                                 |
| 2001 | Ceci est mon corps                 | Clara                      |                                                    |
| 2002 | Líbejte se, s kým je libo          | Carole                     |                                                    |
| 2003 | La Faucheuse                       | Isabelle                   |                                                    |
| 2003 | Jean Moulin, une affaire française | Alice Arguel (mladá)       | TV                                                 |
| 2003 | Snowboardista                      | Célia                      |                                                    |
| 2004 | Tak dlouhé čekání                  | dívka v továrně            |                                                    |
| 2004 | Rice Rhapsody                      | Sabine                     |                                                    |
| 2004 | Le Dernier Jour                    | Louise                     |                                                    |
| 2005 | Tlukot mého srdce se zastavil      | Minskovova přítelkyně      |                                                    |
| 2005 | Les Visages d'Alice                | Alice                      |                                                    |
| 2006 | Den vítězství                      | Margueritte village Vosges |                                                    |
| 2006 | Dikkenek                           | Natacha                    |                                                    |
| 2006 | Neboj, jsem v pořádku              | Elise „Lili“ Tellier       | Výhra: Cena César v kategorii nejslibnější herečka |
| 2007 | L'Amour caché                      | Sophie                     |                                                    |
| 2007 | Le Tueur                           | Stella                     |                                                    |
| 2007 | Úsměv Melody                       | Lucie Hennebelle           |                                                    |
| 2008 | Paříž                              | Laetitia                   |                                                    |
| 2008 | The Business Trip                  | hotelová recepční          |                                                    |
| 2008 | Shoe at Your Foot                  | Chloe                      |                                                    |
| 2009 | Hanebný pancharti                  | Šošana Dreyfus             |                                                    |
| 2009 | Koncert                            | Anne-Marie Jacquet         |                                                    |
| 2010 | Odsun                              | zdravotní sestra Aneta     |                                                    |
| 2013 | Noční vlak do Lisabonu             | Estefânia (mladá)          |                                                    |
| 2013 | Podfukáři                          | Alma Dray                  |                                                    |
| 2018 | Operace Eichmann                   | Hanna Elian                |                                                    |
| 2018 | Mia a bílý lev                     | Alice Owen                 |                                                    |
| 2019 | 6 underground: Tajné operace       | Camille / Two              |                                                    |
| 2021 | Kyslík                             | Elizabeth Hansen           |                                                    |
| 2021 | Bál šílených žen                   | Geneviève Gleizes          |                                                    |

### Režijní filmografie
- De moins en moins (2008) (krátký film)
- X Femmes (1 epizoda, 2008) (krátký film)